# Adłan Akijew
Adłan Dżunidowicz Akijew (ros. Адлан Джунидович Акиев; ur. 30 marca 1993) – rosyjski zapaśnik walczący w stylu klasycznym. Brązowy medalista mistrzostw świata w 2021. Triumfator mistrzostw Europy w 2021 i trzeci w 2017. Brązowy medalista uniwersyteckich mistrzostw świata z 2016. Pierwszy  w Pucharze Świata w 2017. Wicemistrz Europy juniorów w 2013. Mistrz Rosji w 2021; drugi w 2017 i 2018; trzeci w 2019 roku.